# Matisyahu
Matthew Paul Miller, (* 30. června 1979 West Chester, Pensylvánie) lépe známý pod hebrejským a uměleckým jménem Matisyahu, je americký hudebník pohybující se mezi reggae a alternativním rockem. V mládí prožil několik duchovních přerodů v rámci judaismu, což se stalo výchozím bodem duchovního vesmíru pro psaní písní. V hudebním průmyslu nyní působí více než dekádu.

## Osobní život
Matthew Miller vyrůstal v tradiční židovské rodině, byl veden k rekonstruktivnímu judaismu a v New Yorku ve White Plains chodil do synagogy. Jako šestnáctiletý skončil se školou a vyjel coby fanoušek rocková kapely Phish na její turné po Státech, kde začal brát halucinogenní drogy. Jako mladík poslouchal reggae a dělal beatbox pod uměleckým jménem MC Truth s kapelou Soulfori. Když se vydal do Skalistých hor, potkal tam Boha a začal se pídit po vlastní židovské identitě. Na podzim 1995 pobyl v Izraeli na Alexander Muss škole (AMHSI) v Hod ha-Šaron, dokončil outdoor školu ve městě Bend a začal žít dle chasidských předpisů. Byl znám tím, že se v 19 letech stal členem Chabadu Lubavič, chasidského židovského hnutí. Přezdívá se mu „rastafarián s pejzy“ a jeho hudbě „chasidské reggae“.
Matthew Paul Miller a manželka Talia Miller se vzali v srpnu roku 2004 a mají tři syny, Laivy Miller (2005), Shalom Miller (2007) a Menachem Mendel Miller (2011). V dubnu 2014 v rozhovoru potvrdil, a poté i pro šou The Howard Stern Show internetového rádia, že je rozvedený. Následně s použitím instagramu ukázal světu dceru Sasha Lillian Miller (2014) a blogerka určila jako matku členku bendské reformní synagogy.
Doma i na turné provozuje přísné košer vegetariánství a od roku 2010 veganství. Po deseti letech, na konci roku 2011, prošel vnitřním vývojem, který se projevil i navenek; oholil si plnovous, ale kipy se nezbavil. Další rok se objevila jeho fotografie bez kipy a s americkým rapperem Wiz Khalifou, který kouří joint.
S hudbou nepřestal, šabat nadále dodržuje a synové pokračují v docházce do Chabad školy v Los Angeles.

### Jméno
Samotné jméno Matisyahu pochází z hebrejského Mattyth Jáh(u), což znamená Boží dar a zpěvák si jeje vybral jako hebrejskou variantu svého jména Matthew.

## Hudební kariéra
První hudební vystoupení provozoval pod pseudonymem MC Truth s kapelou Soulfori. Po upsání se k JDub Records, společnosti podporující židovské hudebníky, nahrál první CD s názvem Shake Off the Dust... arise! spolu s tříčlennou kapelou Roots Tonic. Tato kapela jej tak doprovázela na všech koncertních vystoupeních. Album bylo vydáno 28. října 2004. Po koncertu na festivalu Bonnaroo 2005 jej pozval zpěvák Trey Anastasio z kapely Phish na společný koncert při příštím ročníku Bonnaroo festivalu.
Následující album Live at Stubb's bylo nahrané živě na koncertě v Austinu dne 19. února 2005, za dva měsíce, dne 19. dubna, vychází v produkci Billa Laswella pro vydavatelství Or Music. Po sedmi měsících debutovalo toto live album v Billboard Reggae žebříčku na 5. pozici a na 176. pozici v žebříčku Billboard 200. Dne 7. ledna 2006 získalo 1. místo v kategorii Reggae a 18. března 2006 se umístilo na 30. pozici v Billboard 200.
Dne 7. března 2006 vydal album Youth v produkci Billa Laswella, které následně 16. března vyhlásil časopis Billboard jako nejlepší Digital Song. Toto studiové album vyšlo spolu s dub-remixovou kompilací Youth Dub. Následně Matisyahu podpořil vydání koncerty po Americe, Evropě i Izraeli. V Izraeli také vznikl záznam pro DVD Live in Israel, které obsahovalo kromě koncertu v Tel Avivu i dokument natáčený s kapelou po Jeruzalémě a jeho okolí, samotné DVD se v USA dostalo do prodeje 26. prosince 2006.
Třetí studiové album Light bylo vydáno 25. srpna 2009 a v Billboard Reggae žebříčku se album udrželo 34 týdnů. Zároveň se studiovým albem vyšel živý záznam koncertu z Denveru s kapelou Roots Tonic pod názvem Live at Twist & Shout jako EP. Píseň „Souls Will Rise“ na EP byla věnována obětem teroristického útoku v Bombaji v listopadu roku 2008.

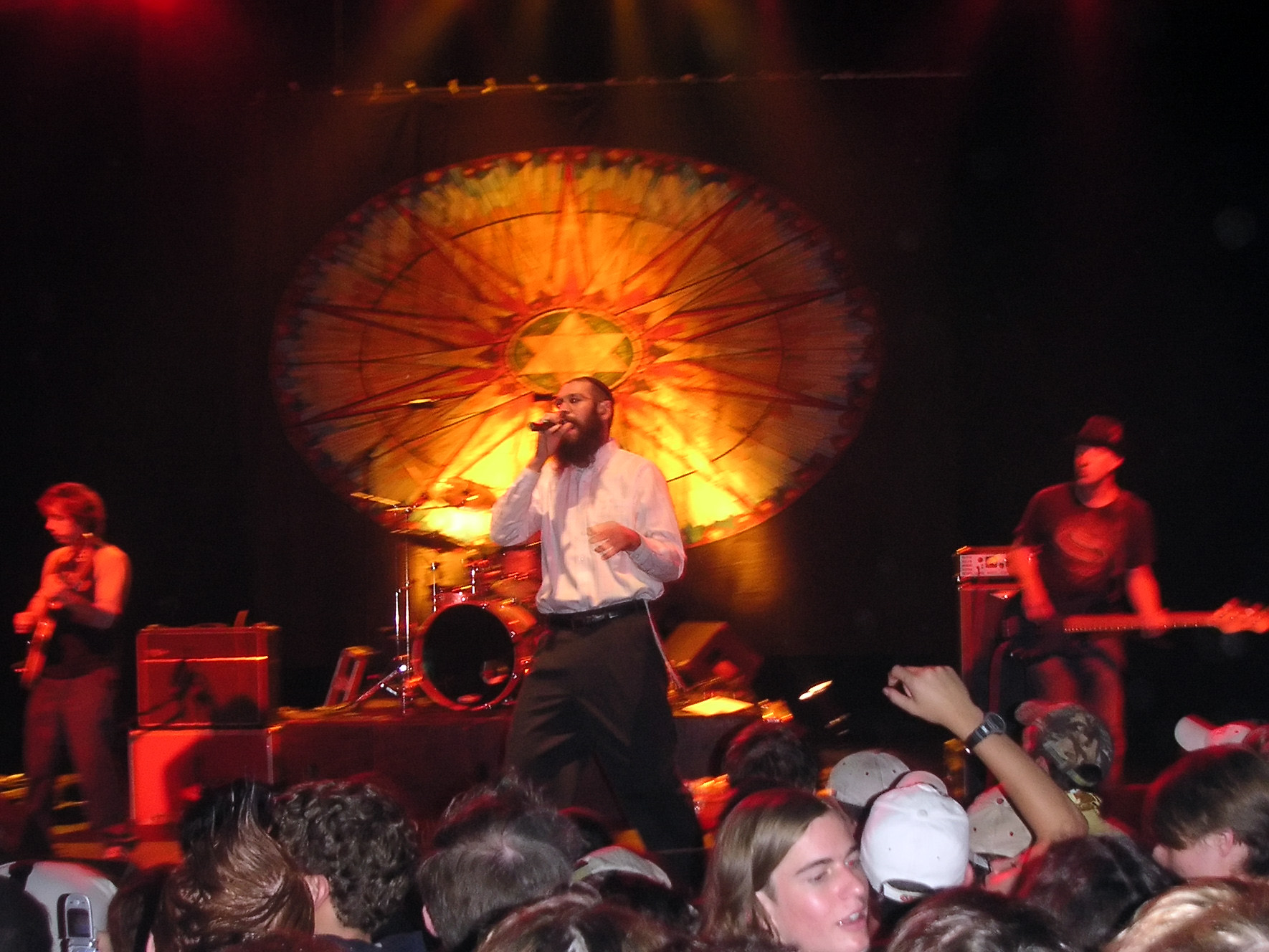
Matisyahu s kapelou Roots Tonic

Hit „One Day“ z prvního singlu je použit při propagaci zimních olympijských her 2010, a Matisyahu jej jel také do Vancouveru představit. Dále se v roce 2010 podílel na albu Sefardský hudební festival, Vol. 1 s písní „Two Child One Drop“.
Pro další album se Matisyahu vrátil do Austinu, kde dne 18. srpna 2010 vznikla s brooklynskou kapelou The Dub Trio živá nahrávka Live at Stubb's, Vol. 2. Výsledný audio a video záznam koncertu byl následně vydán na CD a DVD dne 1. ledna 2011.
V březnu 2011 Matisyahu účinkoval a zpíval v klipu „Pure Soul“ australského chasidského zpěváka DeScribe.
Čtvrté studiové album Spark Seeker vyšlo 17. července 2012 ve Spojených státech. Následně debutovalo na 1. místě Billboard Reggae žebříčku. Nahrávalo se v Los Angeles, Kalifornii a v Tel Avivu během let 2011 až 2012. Vydání následně podpořilo turné Festival of Light 2012. Při turné byla některá vystoupení nahrávána a vydána jako EP Spark Seeker: Acoustic Sessions, a do distribuce šlo živé album dne 29. ledna 2013.
Téhož roku bylo dne 30. července 2013 uvolněno živé album k volnému stažení s názvem Five7Seven2 Live, v referenci na právě probíhající rok 5772 dle židovského kalendáře. Nahrávky pro toto album vznikaly na koncertech v průběhu roku 2012.
Páté studiové album Akeda vydalo dne 3. června 2014 studio Elm City Music. Zajímavostí je, že obálku navrhl fanoušek na základě informací od zpěváka. Název alba vychází z transkripce hebrejského slova akedát (hebrejsky עֲקֵידַת‎, doslova „svázání“), obvykle používáno v příběhu o svázání Izáka.

### Spolupráce
Matisyahu spolupracoval s hudebníky různých náboženství. Vokálně se podílel na několika písních křesťanské metalové kapely P.O.D. pro album Testify. S kapelou The Crystal Method nahrál v roce 2008 píseň „Drown in the Now“ pro jejich album Divided By Night, následně se objevil jako hlavní postava v doprovodném hudebním videu. Kapela Easy Star All-Stars tvořící reggae coververze různých interpretů přizvala Matisyahu k práci na coververzi alba Sgt. Pepper's Lonely Hearts Club Band, Matisyahu se tak podílel na coververzi písně „Within You Without You“ pro album Easy Star's Lonely Hearts Dub Band. S muslimy jako je například Kenny Muhammad nebo Akon několikrát spolupracoval. Akona přizval k nazpívání písně „One Day“ pro singl One Day, další remix této písně vytvořil spolu s haifskou kapelou Infected Mushroom. Spolupracoval také například s interprety jako je Joseph Israel, C-Rayz Walz a nebo Trevor Hall.

### Koncertní kapela
Současní členové
- Matisyahu – zpěv (2000–současnost)

The Dub Trio
- Stu „Bassie“ Brooks – baskytara (2009–současnost)
- Joe Tomino – bubny (2009–současnost)
- Dave P. Holmes – kytara (2009–současnost)

Bývalí členové
- Borahm Lee – klávesy (2006—2007)
- Skoota Warner – bubny (2007—2008)
- Jason Fraticelli – baskytara (2007—2009)
- Rob Marscher – klávesy (2008—2012)

Roots Tonic
- Aaron Dugan – kytara (2004—2010)
- Jonah David – bubny (2004—2007)
- Josh Werner – baskytara (2004—2007)

### Diskografie
| Rok  | Název                         | Médium           | Vydavatelství      | Poznámka                                        |
| ---- | ----------------------------- | ---------------- | ------------------ | ----------------------------------------------- |
| 2004 | Shake Off the Dust... arise!  | CD               | JDubMusic          | Album                                           |
| 2005 | Live at Stubb's               | CD               | Smi Epc (Sony BMG) | Live-Album (Limited Edition & Standard Edition) |
| 2006 | King Without a Crown          | CD               | Smi Epc (Sony BMG) | Single                                          |
| 2006 | Youth                         | 12", CD, 2-CD    | Smi Epc (Sony BMG) | Album (Limited Edition & Standard Edition)      |
| 2006 | Youth Dub                     | 7", CD           | Smi Epc (Sony BMG) | Dub-Album                                       |
| 2006 | Youth                         | 7", CD           | Smi Epc (Sony BMG) | Single (Premium Edition & Pur Edition)          |
| 2006 | No Place to Be/Live in Israel | CD/DVD           | Smi Epc (Sony BMG) | Remix-Album + Live-DVD                          |
| 2009 | Light                         | 12", CD, CD/DVD  | Smi Epc (Sony BMG) | Album (Limited Edition & Standard Edition)      |
| 2012 | Spark Seeker                  | 12", CD          | Fallen Sparks      | Album                                           |
| 2013 | Five7Seven2 Live              | volně ke stažení | Noise Trade        | Album                                           |
| 2014 | AKEDA                         | CD               | Elm City Music     | Album                                           |

## Filmová kariéra
- Kletba z temnot, postava rabína exorcisty Sádoka[23]